# Marne
Marne (51) es un departamento del norte de Francia, que toma su nombre del río Marne, cuya cuenca incluye el territorio del departamento. La capital o Préfecture de Marne es Châlons-en-Champagne (antes conocida como Châlons-sur-Marne).  Las capitales de distrito o sous-préfectures son Épernay, Reims, Sainte-Menehould y Vitry-le-François.
Marne fue el escenario de dos batallas.  La primera batalla fue el punto de inflexión de la Primera Guerra Mundial, en 1914.  La segunda batalla se desarrolló cuatro años después, en 1918.   Además de que Châlons-sur-Marne fue testigo de la trascendental batalla de los Campos Cataláunicos (también llamada Batalla de Châlons, Batalla de los Catalun o Batalla de "Locus Mauriacus", entre romanos, visigodos y francos contra los hunos de Atila.

## Historia
Marne fue uno de los 83 departamentos originales creados durante la Revolución francesa, el día 4 de marzo de 1790. Se creó a partir de la provincia de Champaña.

## Geografía
- Marne forma parte de la región de Champaña-Ardenas.
- Limita al norte con Ardenas, al este con Mosa, al sur con Alto Marne y Aube, y al oeste con Sena y Marne y Aisne.

## Demografía
| 1801    | 1831    | 1841    | 1851    | 1856    | 1861    | 1866    |
| ------- | ------- | ------- | ------- | ------- | ------- | ------- |
| 304.651 | 337.076 | 356.632 | 373.302 | 372.050 | 385.498 | 390.809 |
| 1872    | 1876    | 1881    | 1886    | 1891    | 1896    | 1901    |
| 386.157 | 407.780 | 421.800 | 429.494 | 434.734 | 439.577 | 432.882 |
| 1906    | 1911    | 1921    | 1926    | 1931    | 1936    | 1946    |
| 434.157 | 436.310 | 366.734 | 397.773 | 412.156 | 410.238 | 386.926 |
| 1954    | 1962    | 1968    | 1975    | 1982    | 1990    | 1999    |
| 415.141 | 442.135 | 485.388 | 530.399 | 543.627 | 558.217 | 565.229 |

Notas a la tabla:
- El 7 de febrero de 1973, aldea de Pontgivart (51 habitantes en 1968) se incorporó al municipio de Auménancourt (Marne). Previamente estaba repartida entre Marne y Aisne.
- En Año Nuevo de 1975, el hasta entonces municipio de Sainte-Livière (213 habitantes en 1968) pasó al departamento de Alto Marne, al integrarse en Éclaron-Braucourt-Sainte-Livière.

Las principales ciudades son (datos del censo de 1999):
- Reims: 187.206 habitantes, 215.581 en la aglomeración.
- Châlons-en-Champagne: 47.339 habitantes, 60.013 en la aglomeración.
- Épernay: 25.844 habitantes, 33.236 en la aglomeración.
- Vitry-le-François: 16.737 habitantes, 19.572 en la aglomeración

Los habitantes del departamento se llaman marneses (en francés: Marnais).

## Turismo
- Reims, con su famosa catedral, en la que fueron coronados tradicionalmente los Reyes de Francia es su principal atracción.

- El lago del Der, el más grande lago artificial de Europa.